# Лунджешть (Галац)
Лунджешть, Лунджешті (рум. Lungești) — село у повіті Галац в Румунії. Входить до складу комуни Белебенешть.
Село розташоване на відстані 226 км на північний схід від Бухареста, 78 км на північ від Галаца, 117 км на південь від Ясс.

## Населення
За даними перепису населення 2002 року у селі проживала 681 особа, усі — румуни. Усі жителі села рідною мовою назвали румунську.